# Mésange de Hume
Pseudopodoces humilis
Genre
Espèce
Statut de conservation UICN

 LC  : Préoccupation mineure
La Mésange de Hume (Pseudopodoces humilis), est une espèce de passereaux appartenant à la famille des Paridae qui vit au nord de l'Himalaya. C'est une espèce monotypique qui est la seule du genre Pseudopodoces.

## Position systématique
L'apparence de cette espèce l'a rapprochée de celles du genre Podoces au sein des corvidés. Les premiers doutes sur la classification sont publiés en 1978 par Borecky qui met en évidence des différences anatomiques au niveau de certains muscles. À partir de 1989, des études de phylogénie montrent que la classification au sein des corvidés est incorrecte, puis des tests ADN établissent qu'il faut la rapprocher des mésanges (famille des paridés). Ces dernières découvertes sont confirmées par des analyses de certaines sécrétions ce qui conduit à un changement de taxonomie d'espèce en 2004,.
Les travaux de Johansson et al. (2013), sur les relations phylogéniques des espèces au sein de la famille des Paridae, montrent que l'espèce doit être placée dans un genre à part, car elle n'est pas suffisamment apparentée aux autres espèces pour être placée ailleurs.

## Répartition géographique et habitat

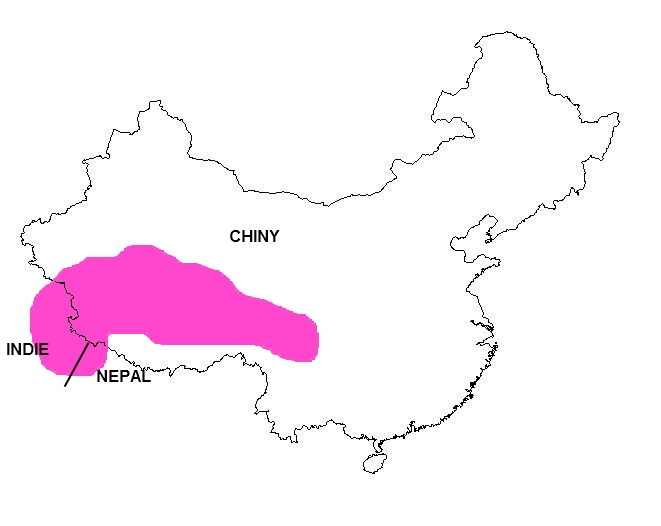

La Mésange de Hume vit au nord de l'Himalaya.